# Canton de Dijon-8
Le canton de Dijon-8 était une division administrative française située dans le département de la Côte-d'Or et la région Bourgogne-Franche-Comté.

## Géographie
Ce canton était organisé autour de Dijon dans l'arrondissement de Dijon. Son altitude variait de 220 m (Dijon) à 410 m (Dijon) pour une altitude moyenne de 245 m.

## Administration
| Période | Période | Identité       | Étiquette | Qualité |
| ------- | ------- | -------------- | --------- | --- |
| 1973    | 1976    | André Hauser   | DVD       | Ingénieur agricole, conseiller municipal de Dijon Ancien conseiller général du canton de Dijon-Nord                     |
| 1976    | 1982    | Pierre Palau   | PS        | Professeur d'histoire, chargé de cours à la Faculté de Lettres de Dijon Président du Conseil Général de 1979 à 1982     |
| 1982    | 2008    | André Jacquey  | RPR       | Médecin Adjoint au Maire de Dijon (1983-2001), membre du conseil municipal (1977-2001), conseiller régional (2007-2010) |
| 2008    | 2015    | Jean-Yves Pian | DVG       | Enseignant Ancien Adjoint au Maire de Dijon                                                                             |

## Composition
Le canton de Dijon-8 était constitué d'une portion de commune :
| Communes | Population (2012) | Code postal | Code Insee |
| -------- | ----------------- | ----------- | ---------- |
| Dijon    | 19 532 (1)        | 21000       | 21231      |

(1) fraction de commune.
Il comprenait les quartiers des Grésilles, de Montmuzard et une partie de celui de la Toison d'Or.

## Démographie
| 1975 | 1982 | 1990   | 1999   | 2006   | 2011   | 2012   |
| ---- | ---- | ------ | ------ | ------ | ------ | ------ |
| -    | -    | 20 314 | 19 532 | 21 274 | 21 781 | 21 893 |